# Gymnopleurus geoffroyi
Gymnopleurus geoffroyi là một loài bọ cánh cứng trong họ Bọ hung (Scarabaeidae).